# フォーオナー
『フォーオナー』(For Honor)は、ユービーアイソフトより2017年2月16日に発売されたPC、PlayStation 4、Xbox One用ゲームソフト。2022年3月17日よりPS/Xbox/PC間のクロスプラットフォームプレイに対応した。

## 概要
「ナイト」「侍」「ヴァイキング」「武林」の4つの勢力が争う世界を舞台にしたファンタジーアクションゲーム。タイトルの「For Honor」は「名誉のために」の意味。
実際の歴史をモチーフにしているが、架空のファンタジー世界である。1人プレイ用のストーリーモードはオンラインで協力プレイも可能。また、最大4人対4人の8人対戦も可能となっている。
マルチプレイのルールには、拠点を奪い合う「ドミニオン」、生き残ったチームが勝利となる「チーム エリミネーション」、NPCを交えた「チーム スカーミッシュ」、1対1の「デュエル」、2対2の「ブロウル」、攻城戦を行う「ブリーチ」が用意されている。
マルチプレイでの戦績は「ファクションウォー」システムにより反映され、勢力図が変化し、勢力が拡大することでプレイヤーの報酬も変化する。ファンクションウォーは3ヶ月ごとにシーズンが変動し、新たなシーズンが始まるごとに新コンテンツが配信される。

## 開発
本作はユービーアイソフト・モントリオールスタジオによって開発が行われ、PC版はブルーバイトが開発を担当した。
本作の制作発表会は、E3 2015の中で開かれた、ユービーアイソフトの記者向け説明会の中で実施され、CGを使った予告編やデモプレイが公開された。 
本作はユービーアイソフトにとって初めてのハック・アンド・スラッシュ作品であるが、ゲームの構造はシューティングゲームを基にしている。
本作のクリエイティブディレクターであるジェイソン・ヴァンデンバーグは、ロングソード・ファイティングを習う中でこの動きをゲームに生かせないかと考えたことが本作を作るきっかけになったとGamesparkとのインタビューの中で述べている。
本作のアソシエイト・ゲーム・ディレクターであるゲーリック・シマード（Gaelec Simardo）は、ゲーム内の三大民族について、「スタッフが剣を用いて戦う人々を思い起こした結果、「侍」「ナイト」「ヴァイキング」に決まり、これら3つについて皆がイメージするものからキャラクターを作り上げた。」とGamesparkとのインタビューの中で述べている。
世界観も史実に基づいたものではなく、もしこれらの三大民族が戦ったらどうなるのかというところから構築されているが、本作は武器の扱いに重きを置いた内容であるため、リアリティを持たせるべく、それぞれの武器の扱いに精通している武闘家による指導やモーションキャプションも行われた。

## ストーリー

### キャンペーン・モード
始まり
ある時、突如として世界の破滅がやってきた。大地は引き裂かれ、街は崩れ、木々は倒れ、人々は死んでいった。
僅かに生き残ったのは「ナイト」「侍」「ヴァイキング」の3つの民族だった。それぞれの民は新たに形成されたヒースムーアと呼ばれる大陸に国家と文明を再建し、互いに激しく争いながらも、和平の機会を伺っていた。
第1章 ナイト
騎士の治める地アッシュフェルドでは、旧勢力のアイアン・リージョンに代わって、謎の女騎士アポリヨンの率いるブラックストーン・リージョンが勢いを増していた。傭兵としてハーヴィス・ドーベニーに仕えていたウォーデンは、仲間の助命と引き換えにアポリヨンの軍団に迎え入れられる。己の信念に従い民に平和をもたらすべく、ブラックストーンに敵対する勢力を鎮圧し、ヴァイキングたちを追って北へ侵攻するウォーデン。しかしアポリヨンの真意は平和ではなく、戦争を激化させることにあった。
第2章 ヴァイキング
ブラックストーン・リージョンが冬の蓄えの殆どを焼き払い撤退した後、ヴァルケンハイムのヴァイキングはアポリヨンの目論見通り、僅かに残った食料を巡って争いを始めた。それを憂いた一人のレイダーは、部族ウォーボーンの仲間たちと共に全部族の統一に乗り出す。戦いの末、新たなウォーロードの座に就いたスティガンドルが食料を求める略奪の標的として選んだのは、海を挟んだ対岸の地、侍の支配する御沼だった。
第3章 侍
ヴァイキングの襲撃を辛くも押し返した侍達だったが、その混乱に乗じてブラックストーン・リージョンが都を急襲、帝が殺害される。アポリヨンは御沼を治める大名の中から野心的な者たちを選び出し、新たな天皇の位を巡る争奪戦をけしかける。女大名、亜由に仕える大蛇は主君を守り、侍同士の殺し合いを阻止するべく御沼を奔走する。大蛇らの働きで勝ち残った亜由は、アポリヨンから選び出され、帝の位についた清十郎との決戦を制し、臣従させる事に成功。侍の軍勢はアッシュフェルドに乗り込み、ブラックストーンから離反したウォーデンの率いるアイアン・リージョンと共に、ブラックストーン・リージョンの城塞に報復戦を仕掛ける。
エンディング
大蛇との一騎打ちに敗れ、アポリヨンが戦死した事でブラックストーン・リージョンは滅亡する。しかし彼女の策により戦場にウォーボーンが乱入、瞬く間に戦況は3勢力が入り乱れる乱戦へと変わっていく。3勢力間の凄惨な戦争は、その後も終わることなく続いてしまった。7年後、アイアン・リージョンのウォーロードとなったウォーデンは、ロード・ウォーデンとして侍とヴァイキングに和平を求めた。帝に即位した亜由、ウォーボーンのスティガンドルも承認した。1000年続いた戦争の時代を終わらせ、平和を築く新たな一歩が踏み出された。

### ファンクション・ウォー(マルチプレイ)
先駆者の年(Year of the Harbinger)
ブラックストーン・リージョンの崩壊から数年後、大陸中央部の火山が噴火し、四大勢力の膠着状態に変化をもたらした。
アポリヨンの元配下から成るブラック・プライアの軍団が再び出現し、侍とヴァイキングの連合をアッシュフェルドから追い返した。沼地では人斬りが出没し、不用意に迷いこんだ侵略者たちを餌食にする一方、ヴァイキングたちはヨルムンガンドの教団の助力を得て、自領をナイトから取り戻す。山脈を越えた東方にある武林の土地では砂嵐が猛威を振るい、皇帝はヒースムーアに領土を獲得するため、斬虎の軍団を送り込む。
各勢力に新たな戦力が加わり、戦乱は新たな局面を迎える。
清算の年(Year of Reckoning)
ホールデンたちの和平会談から15年の年月が過ぎた頃、ワイバーンデイルに四勢力の指導者たちが集い、会合を開いた。彼らは歴史的な休戦協定に合意し、果てしなく続くかに見えた戦乱はついに終息した。ようやく訪れた平和を人々は歓迎し、武器を置いた戦士たちは祭典に興じた。だが、それは束の間の一時に過ぎなかった。
アストレア率いるホルコスの騎士団は平和を偽りを見せる毒と蔑み、弛緩した緒勢力へ無差別に攻撃を加え始める。ウォーモンガーと呼ばれる彼らの元には各地から戦争の継続を望む者たちが結集し、世界を再びアポリヨンの望んだ戦火で多い尽くしていった。
彼らのもたらす惨禍に抗う希望となったのは、四大勢力のいずれにも属さない傭兵たち、グリフィンだった。彼らを束ねるホールデン・クロスは新たにキメラの同盟を結成し、平和を取り戻すべく立ち上がる。
契約の年(Year of the Covenants)
ホルコスとキメラの戦いが続く中、激烈な干ばつがヒースムーアを襲い、蜃気楼の中から現れるように現れたのは侍の教団・虚心だった。その後も大洪水、凍てつく寒波といった大災害が立て続けに発生し、諸勢力は翻弄される。寒波で凍り付いた海の向こうからは帆を掲げてやって来たのは海賊たちで構成される未知の勢力だった。
失われた地平線の年(Year of the Lost Horizons)
失われた聖遺物が見いだされ、かつて全ての勢力が調和の下に繁栄した時代があった事が明らかとなる。参戦者たちは史上初めて平和をもたらした伝説のウォーデン、ラミエル卿の活躍を追体験する。
ヴァイキングの一人が遠征先から持ち帰ったファラオの秘宝に込められていた呪いがヒースムーアを疫病と天変地異で蝕み、秘宝を奪回して鎮めるためメジャイの戦士たちが戦いに加わる。また、封印から解き放たれた妖怪が沼地を徘徊し侍たちに襲い掛かった一方、ホルコスに奪われた未来を見通す天球を取り戻すためアフィーラがナイト勢力に攻撃を開始する。
不正の剣の年(Year of the Swords of Injustice)
ホルコスの騎士団は各地からもたらされた聖遺物の力で抵抗する勢力に弾圧を加え始める。彼らはコンキスタドールとして海を隔てた大陸に侵出し、そこから莫大な財宝を持ち帰るが、それはジャガーの戦士オセロトルを争乱に引き入れる結果となる。

## 登場勢力

### ナイト
アッシュフェルドを拠点とする勢力。世界が崩壊する前の時代に存在した、強大な帝国によって封じられたと言われる。最大勢力のアイアン・リージョンを中心に多数の騎士団が割拠しているが、長年続いた争乱で、いずれの領主も著しく弱体化している。その一方で、新勢力のブラックストーン・リージョンが、かつての勢いを取り戻そうと、統一に向けた動きを見せている。
ウォーデン(Warden)
日本語版声優 - てらそままさき（男） / 斎賀みつき（女）
ロングソードを扱う攻守のバランスが取れた騎士。騎士道の最も優れた体現者として、民衆と祖国を守るために戦う者達。時には外交官としての任務も果たす。
主人公
傭兵としてアイアン・リージョンに使えていたが、代理決闘の折にホールデンに強さを見込まれ、ブラック・ストーンに加入した。戦乱を終結させようと転戦するが、アポリヨンの真意に気づいたことで、主君の命令と自己の信念の矛盾に苦悩するようになる。
ハーヴィス・ドーベニー
アイアン・リージョンを構成するリーガル・リージョンの領主の一人で、主人公の最初の主君。大きな羽飾りのついたグレートヘルムが特徴。狭量かつ臆病な性格で、大将同士の決闘を提案するホールデン・クロスに対し、命惜しさに主人公を代理に立てる。
後にキメラ同盟に参加し、かつての敵であるホールデンの協力者となる。
アデマー
代理決闘にてホールデンの代理を担当した騎士。自身もかつてはウォーデンであった。彼を討ち取った事で、主人公はブラックストーン・リージョンへ招かれる事となる。
ユリウス
ブラックストーンの指揮官。アイアンリージョンに吸収されたリーガル・リージョンの出身。アポリヨンの撤退後もヴァルケンハイムに残留し、ヴァイキングの港と船を掌握する。
ラミエル
大変動の前に存在した史上初のウォーデン。ワイバーンと契約を交わし、その力で勝利をもたらしたとされる伝説的な人物。
コンカラー(Conqueror)
日本語版声優 - 里卓哉（男） / 木村涼香（女）
フレイルと盾(カイトシールド)を装備した騎士。防御とカウンター攻撃を得意とする。元は強制的に徴集された囚人たちで、その中でも得に優秀で意思の強い者が成り上がった戦士。
ストーン
アッシュフェルドの聖地ハロウゲートの守衛。ヴァイキングを相手に苦戦していた折、単身で援軍に参じ、勝利をもたらした主人公に感銘を受け友情を育む。その後はブラックストーンの傘下に加わり、共に戦っていく。
ピースキーパー(Peacekeeper)
日本語版声優 - 園崎未恵
ダガーと剣(ショートソード)を二刀流で扱うフードの女騎士。栄光とは無縁の暗殺者で、他の騎士たちの影に隠れて敵に近づき、少しずつ弱らせて戦局を有利に導く。平時は「無音の刃」として治安維持を行う。
マーシー
偵察に優れた女性騎士。主人公らと共にヴァルケンハイム進攻に従軍する。己の任務にのみ忠実で、一切の私情を挟まない。戦争の行く末や仲間についても極めて客観的で、半ば他人事とも言える見方をしている。君主のアポリヨンからは「生まれついての狼」と評される。
ロウブリンガー(Lawbringer)
日本語版声優 - 山路和弘
ポールアックスを扱う重武装の騎士。法の執行人として無法者に罰を与え、正義をもたらす。鈍重な外見とは裏腹に複雑な戦闘スタイルを持っている。敵の攻撃を受け流して隙を作り、即座に強力な反撃を与える。
ホールデン・クロス
アポリヨンの側近。主君の代理としてアッシュフェルドの諸侯と戦い、腕の立つ者を自陣に引き入れている。野心はないが、優秀で実直な男。アポリヨンの掲げる適者生存の理念自体には賛同しているが、その理由は弱体化した騎士勢力の再興を願うからで、世を終わりなき戦火に陥れようとまでは考えていない。結果、終盤ではブラックストーンから離脱し、ウォーデンの再興したアイアンリージョンに合流する。
ダンテ
アーケードイベントに登場。ゲーム本編の数十年前、アポリヨンの故郷の村を見捨てた張本人。アポリヨンの復讐で処刑され、着ていた鎧は彼女の物に作り替えられた。
センチュリオン(Centurion)
シーズン2より登場。グラディウスを扱う古代ローマ調の騎士。古代の帝国に仕えていた軍団の生き残りで、君主ではなく国そのものに忠誠を誓っている。グラディウスによる剣術と格闘技を織り交ぜて戦い、敵のスタミナを削って守りを崩す戦法が得意。
ラベオ
Year4イベントに登場。キメラ同盟に加盟する騎士勢力の代表者。
剣闘士(Gladiator)
シーズン3より登場。三つ又とバックラーを装備した剣闘士。軽快なフットワークが特徴。民衆の歓呼の声に応えるべく、より強い敵を求めて闘技場から戦場へと進出した。
ブラックプリオール(Black prior)
ブラックプライアとも表記される。YEAR3シーズン1より登場する、長剣と巨大なカイトシールドを装備した修道騎士。騎士道とは異なる教義を信奉しており、他の騎士たちとは違い、勝利のためにはいかなる犠牲をも厭わない。
ヴォーティガン(Vortiger)
旧アポリオン配下の騎士で、ブラックプライア達を束ねる長。アポリヨンの思想を受け継ぎ、戦場に新たな混乱をもたらそうとする。
エルゼベット(Erzabet)
ブラックプライア所属の女騎士。ヴァイキングとの戦いで追い詰められ、神に見放される絶望を味わった経験から古い信仰を捨て、己の武勇のみを信奉する組織に入団した。
ラヴィアー
ブラックプライアの副官。組織の台頭後、砂漠の王国に遠征する。そこで女王を殺害した秘宝を奪った事でアフィーラが参戦するきっかけを作る。
ウォーモンガー(Warmonger)
フランベルジュを振るう、全身甲冑の女騎士。ブラックストーン・リージョンの後継組織ホルコス騎士団の構成員。世界から欺瞞を一掃するという主張の下、様々な勢力から賛同者を引き連れ己の勢力を拡大させている。ブラックストーン・リージョンとも繋がりがあり、弱肉強食の世を望むなどアポリオンからの影響が色濃い。
アストレア
ホルコス騎士団の総帥。アポリヨンの生まれ変わりと噂され、多数のシーズンイベントに黒幕として登場する。
グリフィン(Gryphon)
バルディッシュを携える、質素な装備の老戦士。3勢力の和平から十数年後、世間からの非難を受け騎士の座を追われたホールデン・クロスが、傭兵として再び戦場に返り咲いた姿。ウォーモンガーの勢力が勢いを増す中、彼女らの過激な態勢に対抗するため、仲間と共に再び戦いに身を投じた。

### 侍
沼地を支配し「暁の国」を築く勢力。その祖国は元々遥か東方にあったが、世界の破滅の際に炎と大海に飲まれて失われた。その後、1000年近く流浪の民として生き、約500年前に定住した。他の二勢力よりも大幅に数が少なく、個々の武芸を高める事で兵力不足を補っている。国は帝を奉戴する数十人の大名が分割して統治し、領土の防衛にあたっているが、互いに争う者や、帝位への野心を抱く者もいる。
剣聖(Kensei)
日本語版声優 - 咲野俊介（男） / 藏合紗恵子（女）
野太刀を扱う仮面の侍。武士道を極め、殆どの者が到達できない境地に至った戦士。攻撃速度はやや遅いが、バリエーションが豊富で、どんな体勢からでも発動することができる。
亜由
御沼を治める大名の一人で主人公の主君。アポリヨンの目論見に気づき、内紛を鎮めようと試みる。強い野心を抱いているが、自分ではそれに気づいていない。
藤清
沿岸の要塞を守る武将。赤い野太刀を振るう。その名は海を越えて、ヴァイキング達にも知れ渡っていた。略奪のために押し寄せたレイダーの前に立ちはだかる。開発段階では「三郎」という名だった。
毒蛇
帝の位を狙う大名の一人。元は罪人だった。利己的かつ狡猾な人物で、自分と手を組むよう亜由に持ちかける。
藍邪
帝の位を狙う大名の一人。信心深い女性で、自らが帝となるに相応しい人間と信じている。だがその信仰心故に、過去に悪行を犯していた。
守護鬼(Shugoki)
日本語版声優 - 乃村健次
金棒を扱う、相撲取りめいた巨漢の侍。強靭な心身で民と仲間を護衛する。全ヒーロー中で最も動きが遅いが、トップクラスの火力で敵を返り討ちに出来る。また、並大抵の攻撃では怯まない。
大熊
亜由の家臣で主人公の友人。常に亜由の傍らにいて守る無口な武人。主君が御沼に一人で放り出された時も真っ先に合流した。
鬼山
帝の位を争う大名の一人。毒蛇と同じく罪人から大名へと成り上がった。貪欲な男で、民から搾取した富で私腹を肥やしていた。
寺守
沼地の地図を隠した寺を守る武将。地図を奪おうとするルナの前に立ちはだかる。
大蛇(Orochi)
日本語版声優 - 三木眞一郎（男） / たなか久美（女）
刀の扱いに秀でる暗殺者。一人で100人の敵にも匹敵すると言われる。高い機動力で敵をかわし、懐に素早く潜り込んで斬り伏せる。
主人公
亜由に忠誠を誓った家臣。帝へ諫言した罪で投獄されていたが、ヴァイキング襲来による混乱に乗じて亜由が解放する。ストーリー終盤、ブラックストーンの要塞でアポリヨンと対峙し、決戦を挑む。
刀千
古都の橋を守る将軍。煙幕や影武者による擬似的な分身を使い、主人公のレイダーを翻弄しつつ彼らの襲撃を阻もうとした。敵を城内に引き入れて退路を断つなど、戦術にも優れる。
清十郎
御沼を治める大名の一人。野心的な性格を見込まれ、アポリヨンから御所をあてがわれる。誇り高い武士で、強き者が帝になるべきだと考えている。また、部下たちからの忠誠も篤い。
野武士(Nobushi)
日本語版声優 - 朴璐美
素顔を面で隠し、薙刀を扱う軽装の侍。軍が常駐できない辺境地域の守りを担う。攻撃力、防御力は共に低いが、リーチの長さを生かした中距離での立ち回りや、出血攻撃などの搦め手を得意とする。
紅葉
亜由の家臣で主人公の友人。物静かな女性で、主人公の偵察や潜入に同行する。思慮深い性格らしく、仲間の言動に意見を述べる場面が多い。毒物の調合にも精通しており、毒キノコを用いた罠でヴァイキング達を迎撃した。
忍(Shinobi)
シーズン2より登場。二丁の鎖鎌を扱う忍者。ヒット&アウェイ戦法を主軸とし、耐久力は低い。同胞の侍にさえも、その実在について疑いを持たれていた秘密組織の暗殺者。利害関係の一致から、侍と一時的に同盟を結んでいる。
荒武者(Aramusha)
シーズン4より登場。刀を二刀流で扱う笠を被った侍。本来は忍と同じ陣営に属している。高名な一族に使える用心棒であり、裏切り、強欲、慢心によって侍の矜持を捨てた。彼らの二刀流剣術もその自尊心故に編み出されたもの。
五右衛門
キメラ同盟に加入した侍勢力の代表。
人斬り(Hitokiri)
軍配を模した鉞(まさかり)を用いる、不気味な仮面の侍。2019年5月2日のアップデート「YEAR3 シーズン2」で追加。元々は罪人の処刑を生業にする者たちだったが、命を奪い続ける内に人の心を失い、やがて殺戮そのものを目的に戦場を徘徊するようになった。。
桜(Sakura)
優秀な処刑人だったが、次第に人を殺す事に快楽を覚え、処刑の場に居合わせた観衆を皆殺しにしたのをきっかけに遭遇した人間の命を見境無く奪う死神と化した。
夜刀(Yato)
高名な処刑人一族の家系に生まれたが、強大すぎる力と名声に恐れを抱いた父に命を狙われ、使命への忠誠心を捨てた。それ以降は、自らの衝動を満たすために鉞を振るうようになる。後にはホルコス騎士団所属の侍たちを率いる。
虚心
仕込み刀を扱う侍。孤児を集めて訓練を施した組織の構成員たちで、霊的な力と呼応して戦う。
僧兵
七種の武器を操る。特定のコンボを成功させるとエネルギーが溜まり、7つ集めると大幅に強化される。

### ヴァイキング
ヴァルケンハイムの高地に割拠する勢力。かつて祖国の崩壊を逃れ、新しい土地を求めて海の向こうに去ったが、数百年前に戻って来た。ヴァイキングにとって比較的平和な状態でも、侍とナイトの視点からは絶えず争ってるように見えている。しかし略奪のため諸部族が団結すれば、大襲撃と呼ばれる恐るべき脅威となる。
レイダー(Raider)
日本語版声優 - 木村雅史（男） / 湯屋敦子（女）
デーンのアックスを扱う、勇ましく崇高な戦士。ヴァイキングの理想の体現者として戦線を切り開く。ロウブリンガーの受動的な戦法とは対照的に、体当たり等を用いて敵のガードをこじ開け、積極的に攻撃を加える。
主人公
ウォーボーンの伝説的な戦士。戦いを止めて山中に陰棲していたが、ヴァイキング同士が食物を奪い合う惨状を見て、再び武器を取ることを決意する。
ラグナル
有力な首長の一人。ブラックストーン・リージョンに敗れるが、40人の騎士を殺した武勇に、狼としての資質を認めたアポリヨンによって生かされる。その後は、他の部族が飢餓に苦しむのを尻目に、食糧を独占する。
ゾーンフィン
ヴァルケンハイムとアッシュフェルドとの国境にある要塞で投石機の指揮を行っている。要塞攻めの障害となる投石機を破壊しようとするホールデンの前に立ち塞がる。
ボルソルン
有力部族である烏族の長。砂漠の王国に遠征した際に神殿から略奪した秘宝がヴァルケンハイムに呪いをもたらし、ヒースムーア全土に広がるきっかけを作る。
ウォーロード(Warlord)
日本語版声優 - 白熊寛嗣
肉厚な片手剣(グラディウスともされるが、センチュリオンのそれとは大きく異なる)と円盾を装備した戦士。実力でその座を勝ち取った指導者で、民の盾として自ら突撃先頭に立ち、戦いを勝利に導く。コンカラーよりも攻撃範囲が狭くカウンターも困難だが、その分より攻撃的で威力も高い。
グズムンドゥル
アッシュフェルドにまで名前が轟く伝説的な首長。冬の蓄えと種子を管理し、公平に分配する役割を担っている。巨大な狼を従えて、ブラックストーンの侵略から食料を守るために騎士編の主人公（ウォーデン）と戦う。
スティガンドル
ウォーボーンの首領。シヴによって幽閉されていたが、主人公らの働きで解放される。以降、全てのヴァイキングを束ねる大首長となり、ブラックストーンから港を奪取。侍の都に標的を定め、大襲撃を指揮する。
バーサーカー(Berserker)
日本語版声優 - 斉藤次郎（男） / 戸張美里（女）
手斧を二刀流で扱う戦士。獣のように荒々しく、身の安全を一切省みない。激しい連続攻撃で守りを崩し、敵を恐怖に陥れる。
ヘルヴァー
ウォーボーンのメンバー。離散した仲間を集めようと、友人である主人公と行動を共にする。直情的な性格で、自分の残虐行為を棚に上げてシヴの蛮行に憤るなど、深く考えずに物を言う。
シヴ
有力な首長の一人。主人公と因縁を持つ凶暴な女戦士。スティガンドルを含む多数のウォーボーンを捕らえ、その一部を殺して見せしめに首を晒している。
ヴァルキリー(Valkyrie)
日本語版声優 - 橘U子
槍と小盾を装備した女戦士。神と契約し、戦い以外の理由で死んだ者たちが、ヴァルハラへ入る資格を得るために代理として戦う。横槍や奇襲等で攻勢を中断させる戦略に優れており、他のヒーローと組んで戦うのに力を発揮する。
ルナ
ウォーボーンのメンバー。ヘルヴァーと共に主人公の最初の仲間となる。斥候を担うこともあるが、気取られないよう特に用心するわけでもなく、遭遇した敵には後先を考えず襲い掛かる。
ハイランダー(Highlander)
シーズン3より登場。クレイモアを扱うケルト風の戦士。嵐のような激戦にも耐えうる岩の如き頑健さで、侵略者から土地を守る。攻守が完全に分かれているため、いずれか一方の動作しか行えないが、どちらの体勢も極めて強力。
シャーマン(Shaman)
シーズン4より登場。ハチェットとダガーを二刀流で扱う女戦士。戦闘スタイルはバーサーカー以上に狂気的で、敵に飛びかかり喉笛にかじりつくなど、獣じみた攻撃を繰り出す。
ヨルムンガンド(Jormungandr)
戦鎚を扱う戦士。同名の蛇神の末裔を称する教団の熱狂的な信徒で、来るべきラグナロクに備えて弱き者を排除するために戦う。
フルダ
ヨルムンガンドの忠実な信徒の一人。助けを乞うた非信徒を殺害するほど深く信奉している。
グレタル
当初は教団を嫌悪していたが、彼らの祈りが天に通じた光景を目の当たりにして帰依した。後にホルコス騎士団に加入したヴァイキングの指導者となる。
ヴァランジアンのガード
長斧とカイトシールドを装備した傭兵集団。他のヴァイキングよりも独立意識が強い。

### 武林
シーズン5より参戦する古代中国をモチーフとした勢力。遥か東方の帝国からやって来て、3勢力の戦争に参入した。その大義名分は新たな王朝を築くことだが、他にも様々な個人的動機を抱える者たちの寄せ集めで構成される。
少林(Shaolin)
棍を扱う武僧。世界の崩壊の後、危機に瀕した教義を守るために武芸を身に付けた僧たちを始まりとする。
ウェイ・チャン(Wei Chang)
戦乱に巻き込まれ寺を失った僧侶。命を落とした兄弟弟子たちを弔うために布教の旅を続けている。
天地(Tiandi)
柳葉刀などの中国刀を扱う武将。素早い身のこなしが特徴で、回避攻撃に主軸が置かれている。皇帝や王侯貴族の親衛隊を務める武人であり、主に生涯仕えることを美徳とする。君主が命を落とした場合、束縛を解かれ恐るべき闘士となる。
獅童(Shidou)
広大な領域を支配した国の第四王子。王位を欲っする余り兄弟たちを殺し、国を滅亡に導いた。以来、自分と同じ邪な者を狩る事を贖罪としている。
イン(Yin)
かつて女王の護衛を勤めていた女戦士。宮廷の陰謀によって主君が暗殺され、さらにその罪を着せられて追われる身となった。
将軍(Jiang Jun)
偃月刀を扱う歴戦の勇将。全キャラ屈指の回復力を誇り、複数の敵を同時に相手取って戦える。
関羽(Guan Yu)
三国志の英雄と同じ名を持つ老将軍。心臓を矢で貫かれて生きていたという伝説を持ち、主君や敵からも深い敬意を抱かれている。より強大な敵と戦うため、西方への遠征軍を率いる。
女侠(Nuxia)
双鉤を扱う侠客。普段は踊り子に身をやつしており、雇い主の危機に際しては華麗な舞と共に敵へ死をもたらす。
リン・ヤオ(Ling Yao)
腐敗と裏切りの蔓延る祖国に見切りをつけ、西方の強者と戦う事を目的に遠征に加わった。後にキメラ同盟における武林の代表者となる。
斬虎(Zhan hu)
御林軍刀を扱う皇帝直属の精鋭軍団。武林諸勢力で最も有力な帝国である天王朝に仕える。剣技と火芸を組み合わせた予測不能な戦術を操る。
孫大
付火

### アウトランダー
4勢力のいずれにも属さない勢力。崩壊する以前の世界各地に存在した様々な文化の生き残り。
海賊
カットラスと拳銃を操る無法者。他のどの勢力からもあぶれた者たちの集まりで、金のためなら手段を選ばない。
ボウ・イン
武林出身の女海賊。世界各地で居場所を失くした者たちを集めた海賊団を結成し、ホルコスの同盟者として参戦する。
メジャイ
古代エジプト文明の守護者たちの末裔。大変動で崩壊した祖国の遺産を略奪者から守る使命を帯びている。扇形の斧二振りを扱い、一本に組み合わせる事もできる。
ネフェルカー
メジャイたちのリーダー。ボルソルンに奪われた秘宝を取り戻し、ヒースムーアに掛けられた呪いを解くために仲間と共にキメラ同盟に加わる。
アフィーラ
メイスと盾を装備した中東風の女戦士。かつてのアラビア半島で栄えた王国の精鋭。
オセロトル
メソアメリカ文明を受け継ぐジャガーの戦士。黒曜石の剣マクアウィトルと短槍テポストピリを扱う。
ミクスコアトル
オセロトルの長。ホルコスの略奪者の虜囚となってヒースムーアに辿り着いた後、脱獄して復讐のために戦う。
ハトゥン
モンゴルの女族長。直剣と曲刀を操る。ヒースムーアの全ての勢力を統一する野望を抱いている。
グルジン
モンゴル部族を束ねる大首長。幼い頃にブラックストーン・リージョンの同盟者に一族を滅ぼされた経験から自らの手で世界を統一する野望を抱き、アストレアからホルコス騎士団の支配を乗っ取る。

### ブラックストーン・リージョン
アポリヨン(Apollyon)
日本語版声優 - きそひろこ
三大民族を互いに争わせた女騎士。髑髏を模した黒い甲冑を纏うブラックストーン・リージョンの総帥。強き者たちが永遠に戦い続ける狼の時代(Age of Wolves)を現出させようとしている。戦いという行為その物に対して至上の価値を置き、戦争の動機や目的については殆ど関心を持っていない。しかし、それ故に争いを引き起こす為の効果的な方法を熟知しており、3勢力のいずれもが策略に乗せられて、避けられた筈の無用な戦乱を続ける事となった。その素性については謎に包まれており、ブラック・ストーンが台頭する以前の事については殆ど知られていない。しかし、彼女自身も戦乱によって故郷や家族を失っており、これらの経験が上記のような思想を抱くきっかけになったらしいことが作中彼女自身の口から示唆されている。マルチプレイヤーモードにも登場しており、マルチプレイヤーモードの設定にも関連している。

### ホルコス騎士団
ブラックストーン・リージョンの残党が新たに結成した勢力。アポリヨンの意志を受け継いで戦乱の時代を永遠に継続させることを目的としている。武林をヒースムーアの争乱に引き入れた他、世界各地から様々な聖遺物を略奪し、その力を使って諸勢力の闘争を煽っている。また、神秘の鉱物ドラコナイトを腐敗させその力を配下に与えている。

### キメラ同盟
ホルコスの脅威に対抗するため、ホールデン・クロスが盟主となって結成した組織。諸勢力の垣根を越えた様々な戦士たちで構成されている。
イルマ
高名だが出自不明の鍛冶職人。純正ドラコナイトを用いた武器の開発者で、同盟の庇護の下ホルコス騎士団に対抗する武器の開発を主導する。

## 他作品とのコラボレーション
SAMURAI SPIRITS
2019年6月27日発売の対戦型格闘ゲーム。
2020年6月25日から、本作のウォーデンがDLCキャラクターとして配信されている。